# Ulrica Eleonora a Suediei
Ulrica Eleonora (n. 23 ianuarie 1688, Stockholm, Suedia – d. 24 noiembrie 1741, Stockholm, Suedia) a fost regină a Suediei din 5 decembrie 1718 până la 29 februarie 1720, apoi regină consort până la moartea ei.
A fost cel mai mic copil al regelui Carol al XI-lea al Suediei și a reginei Ulrica Eleonora a Danemarcei și a fost numită după mama ei. După decesul fratelui ei, regele Carol al XII-lea, în 1718, fără moștenitori, ea a pretins tronul. Sora ei mai mare, Prințesa Hedvig Sophia a Suediei, avea un fiu Karl Frederic, Duce de Holstein-Gottorp în vârstă de 18 ani care a pretins dreptul primului născut. Dar Ulrica Eleonora a afirmat că ea era cea mai apropiată rudă în viață a ultimului rege și a citat precedentul creat de regina Cristina a Suediei. A fost recunoscută drept succesoare de Riksdag după ce a fost de acord să renunțe la puterile monarhiei absolute introdusă de tatăl ei Carol al XI-lea. A abdicat în 1720 în favoarea soțului ei, Frederic I al Suediei.